# أنطونيو دا كوريدجو
أنطونيو أليغري دا كوريدجو (بالإيطالية: Antonio Allegri da Correggio) ـ (أغسطس 1489 ـ 5 مارس 1534)، ويعرف اختصارًا باسم كوريدجو، هو أبرز رسامي مدرسة بارما في عصر النهضة الإيطالي. يعتبر بأسلوبه الفني واضع بذور فن الروكوكو الذي ظهر في القرن الثامن عشر.
ولد أنطونيو أليغري في مدينة كوريدجو الصغيرة الواقعة في مقاطعة ريدجو إميليا، وإليها نُسب. تلقى تدريبه الفني الأول ـ على الأرجح ـ على يد عمه لورينزو أليغري، كما تتلمذ في مدينة مودينا على الفنان فرانشيسكو بيانكي فيرارا، بين عامي 1503 و1505.
من أبرز أعماله الفنية «صعود العذراء» (بالإيطالية: Assunzione della Vergine)، وهو فريسكو يزين قبة كاتدرائية بارما، ولوحة «جوبيتر ويو»، المستلهمة من إحدى أساطير كتاب «التحولات» للشاعر الروماني أوفيد.

## روابط خارجية
- أنطونيو دا كوريدجو على موقع الموسوعة البريطانية (الإنجليزية)
- أنطونيو دا كوريدجو على موقع إن إن دي بي (الإنجليزية)